# Aulogastromyia rohdendorfi
Aulogastromyia rohdendorfi är en tvåvingeart som beskrevs av Shatalkin 1993. Aulogastromyia rohdendorfi ingår i släktet Aulogastromyia och familjen lövflugor.
Artens utbredningsområde är Turkmenistan. Inga underarter finns listade i Catalogue of Life.